# Montpellier-de-Médillan
Montpellier-de-Médillan ist eine westfranzösische Gemeinde mit 578 Einwohnern (Stand 1. Januar 2022) im Département Charente-Maritime in der Region Nouvelle-Aquitaine.

## Lage
Montpellier-de-Médillan liegt in der alten Kulturlandschaft der Saintonge etwa 18 Kilometer (Fahrtstrecke) nordöstlich von Saintes bzw. etwa 20 Kilometer nordwestlich von Pons. Der Hauptort des Gemeindeverbands, Gémozac, liegt etwa zwölf Kilometer südwestlich.

## Bevölkerungsentwicklung
| Jahr      | 1968 | 1975 | 1982 | 1990 | 1999 | 2006 | 2016 |
| Einwohner | 451  | 421  | 391  | 387  | 451  | 532  | 565  |

Im 19. Jahrhundert lagen die Einwohnerzahlen stets zwischen 500 und 600; danach sorgte die Reblauskrise im Weinbau und die Mechanisierung der Landwirtschaft für einen stetigen Rückgang. Aufgrund der relativen Nähe zu den Städten Saintes und Pons und der vergleichsweise günstigen Miet- und Grundstückspreise ist die Bevölkerungszahl von Montpellier-de-Médillan in den letzten Jahren wieder leicht angestiegen.

## Wirtschaft
Landwirtschaft und Weinbau bestimmen seit Jahrhunderten das Wirtschaftsleben des Ortes, der daneben auch als Handwerks-, Dienstleistungs- und Handelszentrum für die kleinen Dörfer und Einzelgehöfte im Umland fungierte. Die Böden der Gemeinde gehören zum Anbaugebiet der Fins Bois des Weinbaugebietes Cognac, doch werden auch 'normale' Weine produziert. Auf vielen Ackerflächen wird auch Getreide (Weizen, Mais) angebaut. Seit den 1980er Jahren ist der Tourismus (Vermietung von Ferienwohnungen) als Einnahmequelle hinzugekommen.

## Geschichte
Die romanische Kirche lässt darauf schließen, dass der Ort bereits im Mittelalter existierte. Ob der Ort im Hundertjährigen Krieg (1337–1453) in Mitleidenschaft gezogen wurde, ist nicht überliefert; auch von Übergriffen und Zerstörungen während der Hugenottenkriege (1562–1598) oder der Französischen Revolution ist nichts bekannt.

## Sehenswürdigkeiten

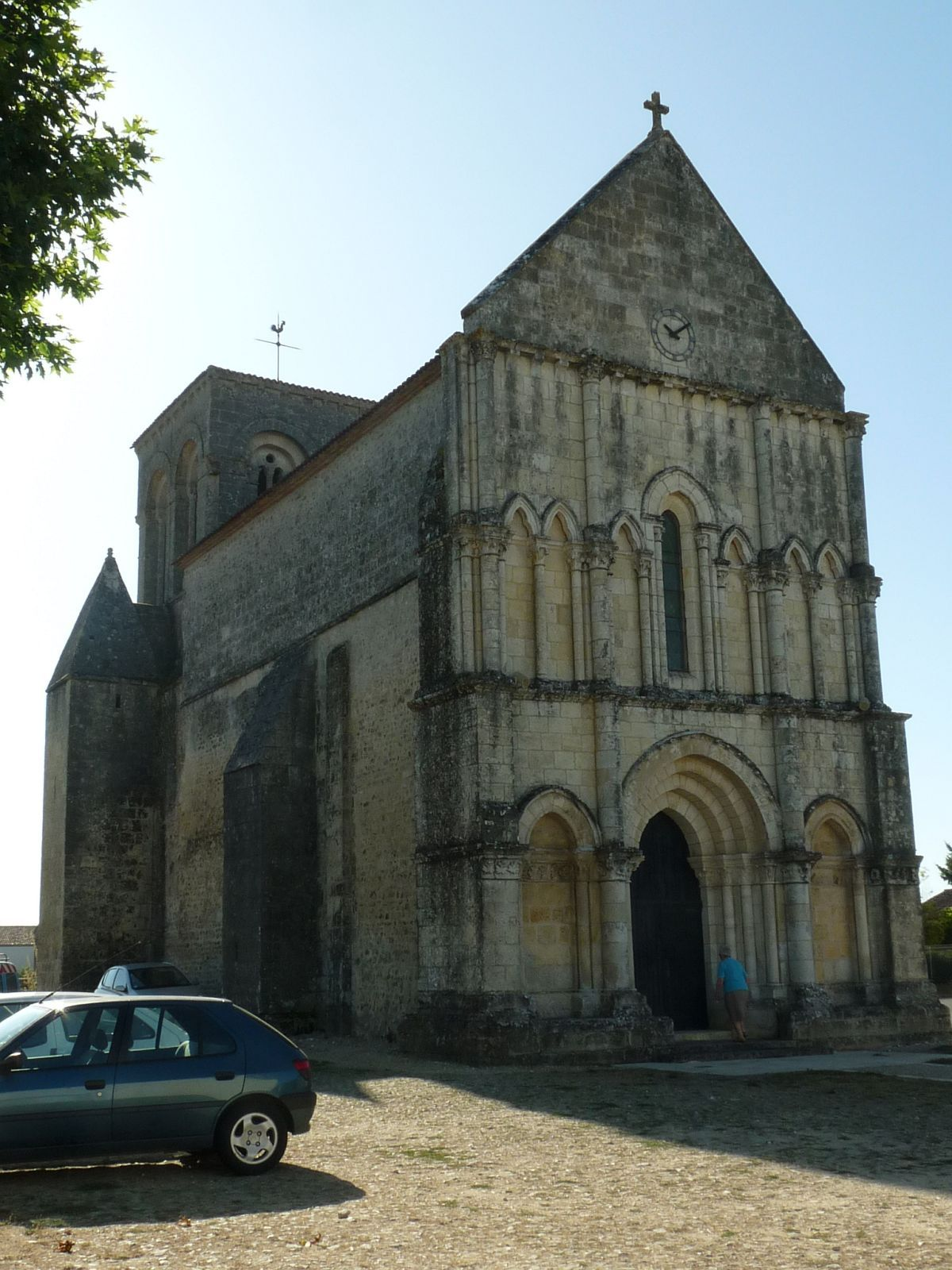
Kirche Saint-Martin

Die Pfarrkirche Saint-Martin ist ein Bau des mittleren 12. Jahrhunderts, der aber im 13. Jahrhundert durch Aufmauerungen und Verstärkungen (zusätzliche Strebepfeiler) der Langhauswände, die im Innern den Einzug von Rippengewölben möglich machten, erhöht wurde. Das figuren- und ornamentlose, aber architektonisch ausgereifte und von zwei seitlichen Blendbögen begleiteten Archivoltenportal in der Westfassade, das in seinem architektonischen Aufbau sehr denjenigen der Nachbargemeinden Tesson und Jazennes ähnelt, dominiert die Erdgeschossebene. Im Unterschied zu den vorgenannten Kirchen zeigt der Bau von Saint-Martin im Mittelgeschoss der Fassade allerdings von äußerst schlanken Säulen gebildete Doppelarkaden, die in gotischen Dreipassbögen enden. Darüber erhebt sich ein hochgezogenes und – wie in der Region üblich – vollkommen schmuckloses Giebeldreieck, das ebenfalls der Umbaumaßnahme des 13. Jahrhunderts angehört. Der Vierungsturm mit seinem Glockengeschoss ist über einen oktogonalen Treppenaufgang auf der Nordseite zugänglich. Das einschiffige Langhaus und die Vierung und die Kapelle im südlichen Querhausarm der Kirche, der ehemals wohl als Sakristei diente, zeigen noch Bruchsteinmauerwerk, wohingegen der Vierungsbereich aus exakt behauenen Kalksteinen gefertigt ist. Alle Bauteile sind rippengewölbt. Der Kirchenbau ist seit 1913 als Monument historique anerkannt.